# (696) Leonora
(696) Leonora es un asteroide que forma parte del cinturón de asteroides y fue descubierto por Joel Hastings Metcalf desde el observatorio de Taunton, Estados Unidos, el 10 de enero de 1910.

## Designación y nombre
Leonora se designó inicialmente como 1910 JJ.
Más adelante, fue nombrado en honor de Mary Leonora Snow, esposa del astrónomo estadounidense Arthur Snow.

## Características orbitales
Leonora está situado a una distancia media de 3,169 ua del Sol, pudiendo alejarse hasta 3,965 ua. Su inclinación orbital es 13,04° y la excentricidad 0,2512. Emplea en completar una órbita alrededor del Sol 2061 días.